# خارامییو د لا فوئنته
خارامییو د لا فوئنته (به اسپانیایی: Jaramillo de la Fuente) یک شهرستان در اسپانیا است.